# ميغان نيكول
ميغان نيكول فلوريس (بالإنجليزية: Megan Nicole Flores)‏ هي مغنية وكاتبة أغاني وممثلة أمريكية ولدت في يوم 1 سبتمبر 1993 في بلدة كاتي في تكساس في الولايات المتحدة، اشتهرت عن طريق قناتها في اليوتيوب حيث نشرت أغانيها هناك منذ سنة 2009.